# Telebasis myrianae
Telebasis myrianae – gatunek ważki z rodziny łątkowatych (Coenagrionidae).